# Liste der Kreisstraßen im Main-Kinzig-Kreis
Die Liste der Kreisstraßen im Main-Kinzig-Kreis ist eine Auflistung der Kreisstraßen im hessischen Main-Kinzig-Kreis.

## Abkürzungen
- K: Kreisstraße
- L: Landesstraße

## Liste
Die Kreisstraßen behalten die ihnen zugewiesene Nummer innerhalb des Regierungsbezirks Darmstadt in der Regel auch bei einem Wechsel in einen anderen Landkreis oder in eine kreisfreie Stadt. Nicht vorhandene bzw. nicht nachgewiesene Kreisstraßen werden in Kursivdruck gekennzeichnet. 
Der Straßenverlauf wird in der Regel von Nord nach Süd und von West nach Ost angegeben.

### Kreisstraßen
| Nr.   | Verlauf |
| ----- | --- |
| K 200 | – L 3065 in Klein-Auheim |
| K 208 | (K 208 im Wetteraukreis) – Kreisgrenze in der Straßenmitte – Kreisgrenze – K 918 in Illnhausen                                                      |
| K 209 | (K 209 im Wetteraukreis) – Kreisgrenze – Böß-Gesäß – K 922 – Kreisgrenze – (K 209 im Wetteraukreis)                                                 |
| K 213 | in Steinheim – L 3065 in Steinheim |
| K 246 | (K 246 im Wetteraukreis) – Kreisgrenze – / in Heldenbergen                                                                                          |
| K 850 | L 3193/L 3268 – Langendiebach – L 3193 |
| K 851 | (K 242 im Wetteraukreis) – Kreisgrenze – Erbstadt – K 852 – – Eichen – L 3347 in Ostheim                                                            |
| K 852 | (K 243 im Wetteraukreis) an der Kreisgrenze – K 851 in Erbstadt                                                                                     |
| K 853 | in Büdesheim – Kilianstädten |
| K 854 | L 3268 in Rückingen – / in Langenselbold |
| K 855 | L 3347 – Roßdorf – K 856 – Butterstadt – L 3195 |
| K 856 | K 855 in Butterstadt – L 3195 |
| K 857 | L 3195 in Hochstadt – L 3008 in Wilhelmsbad |
| K 859 | L 3065 – Klein-Auheim – L 3309 in Großauheim |
| K 860 | L 3193 in Hüttengesäß – L 3271 |
| K 861 | L 3268 in Niederrodenbach – L 3339 in Langenselbold                                                                                                 |
| K 862 | L 3269 in Niedermittlau – Meerholz – K 904 – Hailer – /L 3202 in Gelnhausen                                                                         |
| K 869 | L 3309 in Großauheim – |
| K 871 | – Hain-Gründau |
| K 872 | L 3008 in Niederdorfelden – Wachenbuchen – L 3195 – L 3008 in Wilhelmsbad                                                                           |
| K 876 | (K 101 im Vogelsbergkreis) – Kreisgrenze – in Lichenroth                                                                                            |
| K 877 | in Wüstwillenroth – Wettges – Kreisgrenze – (K 877 im Vogelsbergkreis) – Kreisgrenze – K 880 – Oberreichenbach – K 879 – L 3195 in Unterreichenbach |
| K 879 | in Fischborn – K 877 in Oberreichenbach |
| K 880 | K 877 – L 3195 |
| K 881 | L 3195 in Unterreichenbach – Obersotzbach – K 883 – L 3195 in Untersotzbach                                                                         |
| K 883 | K 881 in Obersotzbach – Schönhof |
| K 885 | L 3196 – L 3443 in Udenhain |
| K 886 | in Wächtersbach – Neudorf bei Wächtersbach – L 3216 in Aufenau                                                                                      |
| K 887 | L 3216 in Aufenau – L 3199 in Bad Orb |
| K 888 | L 3178 – L 3179 in Alsberg |
| K 889 | in Bieber – L 2905 – Landesgrenze kurzzeitig am südlichen Straßenrand – Mosborn                                                                     |
| K 890 | L 3199 in Bad Orb – L 2905 in Villbach |
| K 891 | L 2905 in Villbach – Lettgenbrunn – L 3199 in Pfaffenhausen                                                                                         |
| K 893 | in Lanzingen – Breitenborn – K 894 – Lützel |
| K 894 | L 2306 in Gelnhausen – K 898 – Eidengesäß – K 895 – K 893 in Breitenborn                                                                            |
| K 895 | L 2306 – Geislitz – K 894 in Eidengesäß |
| K 896 | L 3202 – Großenhausen – K 897 – L 3444 |
| K 897 | L 3202 – Lützelhausen – Großenhausen – K 896 – L 2306                                                                                               |
| K 898 | K 894 in Gelnhausen – /L 3333 |
| K 899 | L 2302/L 3339 in Somborn – L 3269 in Altenmittlau                                                                                                   |
| K 901 | L 3271/L 3445 in Langenselbold – K 903 in Rothenbergen                                                                                              |
| K 902 | L 3339 in Gondsroth – L 3269 in Niedermittlau |
| K 903 | /L 3333 in Lieblos – Rothenbergen – K 906 – – L 3269 in Niedermittlau                                                                               |
| K 904 | in Lieblos – K 862 in Meerholz |
| K 905 | Wächtersbach – |
| K 906 | L 3333 in Niedergründau – K 903 in Rothenbergen |
| K 908 | L 3333 in Wirtheim – L 3201 |
| K 909 | – Gettenbach |
| K 912 | K 918 in Mauswinkel – |
| K 913 | L 3194 in Leisenwald – L 3314 in Streitberg |
| K 915 | L 3443 in Neuenschmidten – /L 3443 in Neuenschmidten                                                                                                |
| K 916 | L 3443 – L 3314 in Spielberg |
| K 917 | L 3314 in Streitberg – L 3443 |
| K 918 | K 208 in Illnhausen – Kirchbracht – Mauswinkel – K 912 – in Fischborn                                                                               |
| K 920 | L 3199 in Lohrhaupten – Landesgrenze – (MSP 19 im Landkreis Main-Spessart, Bayern)                                                                  |
| K 921 | (K 209 im Wetteraukreis) – Kreisgrenze – L 3195 in Hettersroth                                                                                      |
| K 922 | K 209 in Böß-Gesäß – Bösgesäß – in Fischborn |
| K 926 | (K 926 im Vogelsbergkreis) – Kreisgrenze – in Völzberg                                                                                              |
| K 928 | L 3292 – Drasenberg |
| K 929 | (K 76 im Landkreis Fulda) – Kreisgrenze – L 3141 |
| K 931 | L 3180 in Herolz – K 933 – L 3207 in Vollmerz |
| K 932 | L 3180 in Herolz – K 933 – L 3207 |
| K 933 | L 3329 in Elm – K 932 – K 931 |
| K 936 | L 3141 in Oberzell – Weichersbach – L 3180 in Mottgers                                                                                              |
| K 939 | L 3141 in Oberzell – Landesgrenze – (KG 24 im Landkreis Bad Kissingen, Bayern)                                                                      |
| K 943 | L 3180 in Sannerz – Weiperz |
| K 945 | L 3180 in Herolz – Ahlersbach |
| K 946 | L 3329 in Schlüchtern – Hohenzell – L 3372 |
| K 947 | L 3196 – L 3372 in Bellings |
| K 950 | L 3196 in Eckardroth – Wahlert |
| K 951 | (K 257 im Vogelsbergkreis) – Kreisgrenze – Rebsdorf – L 3195                                                                                        |
| K 953 | (K 94 im Vogelsbergkreis) – Kreisgrenze – L 3195 in Ulmbach                                                                                         |
| K 954 | Schlüchtern – L 3180 |
| K 956 | L 3292 in Wallroth – Breitenbach – L 3180 |
| K 957 | L 3197 in Uerzell – Klesberg – L 3292 – Hintersteinau – Kreisgrenze – (K 84 im Landkreis Fulda)                                                     |
| K 960 | L 3178 in Sarrod – L 3195 |
| K 963 | L 3209 in Hanau – in Hanau |
| K 965 | in Hanau – Hanau Mitte – in Hanau |
| K 967 | L 3328 in Hanau – in Hanau |
| K 984 | Bischofsheim Mitte – / in Bischofsheim |
| K 985 | Mainfähre – /L 3268 – L 3195 – Dörnigheim – Mainfähre                                                                                               |
| K 987 | L 3178 in Salmünster – Ahl – L 3179/L 3196 in Steinau an der Straße                                                                                 |

### Ehemalige Kreisstraßen
| Nr.   | Verlauf                                                                           | Umstufung                                                                                    |
| ----- | --------------------------------------------------------------------------------- | -------------------------------------------------------------------------------------------- |
| K 225 | L 3271 in Mittel-Gründau – Bahnhof Mittel-Gründau                                 | 2000 zur Gemeindestraße abgestuft                                                            |
| K 882 | L 3196 in Birstein – K 881 in Obersotzbach                                        | 2005 zur Gemeindestraße abgestuft                                                            |
| K 892 | K 889 in Mosborn – in Kempfenbrunn                                                | 2005 zur Gemeindestraße abgestuft                                                            |
| K 930 | Bahnhof Elm – L 3329 in Elm                                                       | 1986 zur Gemeindestraße abgestuft                                                            |
| K 940 | L 3207 in Vollmerz – Ramholz                                                      | 2007 zur Gemeindestraße abgestuft                                                            |
| K 942 | (unbenannte Gemeindeverbindungsstraße in Bayern) – Landesgrenze – L 3196 in Jossa | 2005 zur Gemeindestraße abgestuft                                                            |
| K 944 | L 3180 in Herolz – L 3207 in Sannerz                                              | 1990 zur Landesstraße 3180 aufgestuft, alte L 3180 im Gegenzug zur Kreisstraße 931 abgestuft |
| K 952 | K 951 in Rebsdorf – L 3195                                                        | 2014 zurückgebaut und zur Gemeindestraße abgestuft                                           |
| K 959 | K 987 in Ahl – L 3179 in Seidenroth                                               | 2003 zurückgebaut und zur Gemeindestraße abgestuft                                           |
| K 968 | L 3008 in Wilhelmsbad – L 3268 – L 3328 in Kesselstadt                            | 1984 zur Gemeindestraße abgestuft                                                            |
| K 970 | L 3309 in Großauheim – in Wolfgang                                                | 2006 zur Gemeindestraße abgestuft                                                            |
| K 983 | L 3302 in Bernbach – L 3269 in Altenmittlau                                       | 2004 zur Gemeindestraße abgestuft                                                            |
| K 986 | L 2306 – Hof Eich – K 895 in Geislitz                                             | 2005 zur Gemeindestraße abgestuft                                                            |

## Nummerierung der Kreisstraßen im Regierungsbezirk Darmstadt
Die Kreisstraßen im Regierungsbezirk Darmstadt wurden ursprünglich nach einem bestimmten Nummernplan durchnummeriert. Hierbei wählte man für den Landkreis Bergstraße die niedrigsten und für den Main-Kinzig-Kreis die höchsten Kreisstraßennummern.
Die Nummerierung erfolgte in der Regel in folgender Reihenfolge:
Landkreis Bergstraße, Odenwaldkreis, Landkreis Darmstadt-Dieburg, Kreis Groß-Gerau, kreisfreie Stadt Darmstadt, Landkreis Offenbach, kreisfreie Stadt Offenbach am Main, Wetteraukreis, Rheingau-Taunus-Kreis, Hochtaunuskreis, kreisfreie Stadt Wiesbaden, Main-Taunus-Kreis, kreisfreie Stadt Frankfurt am Main und schließlich Main-Kinzig-Kreis.
Auch die Nummerierungen der Kreisstraßen im Lahn-Dill-Kreis und im Landkreis Limburg-Weilburg, die seit dem 1. Januar 1981 zum Regierungsbezirk Gießen gehören, folgen großenteils noch diesem Nummernplan.